# 1713 у науці

## Математика
- Микола I Бернуллі в листі до П'єра де Монмора уперше описав Санкт-петербурзький парадокс.
- Джеймс Волдгрейв у листі до Монмора навів перший відомий приклад використання мінімаксу  для розв'язання гри між двома гравцями за змішаною стратегією[1].
- Посмертно опубліковано Ars Conjectandi (Мистецтво припущень) Якоба Бернуллі.

## Медицина
- Вільям Чеселден опублікував  англійською мовою «Анатомію людського тіла».
- Бернардіно Рамацціні  описав дистонію[2].

## Фізика
- Побачило світ друге видання Principia Mathematica Ісаака Ньютона, в додатку до якого Ньютон написав "Hypotheses non fingo" ("Гіпотез не вигадую").

## Технологія
- Даніель Габріель Фаренгейт змінив спирт у своїх термометрах на ртуть, створивши перший ртутний термометр.
- У Глостері, штат Массачусеттс побудовано перше судно типу шхуна.